# Смирнов, Сергей Александрович
Сергей Александрович Смирнов (род. 23 ноября 1976, Серпухов, Московская область) — российский самбист, чемпион и призёр чемпионатов России, призёр чемпионата Европы, двукратный чемпион мира, двукратный обладатель Кубка мира, Заслуженный мастер спорта России (27/2/2003). Тренер-преподаватель I категории по самбо. Директор ДЮСШ «Русский медведь» в Серпухове.

## Спортивные результаты
- Чемпионат России по самбо 1997 года — ;
- Чемпионат России по самбо 1998 года — ;
- Чемпионат России по самбо 1999 года — ;
- Чемпионат России по самбо 2000 года — ;
- Чемпионат России по самбо 2002 года — ;
- Чемпионат России по самбо 2003 года — ;